# Festival BD de Montréal
 (décembre 2020).
Le Festival BD de Montréal (FBDM) (anglais : Montreal Comic Arts Festival) est un festival de bande dessinée qui se tient chaque année à Montréal. Il est créé en 2011 par François Mayeux et Myriam Lalumière.

## Organisation
De 2011 à 2022, le FBDM se déroule au Parc La Fontaine de Montréal. Depuis 2022, il se déroule sur la rue Saint-Denis,. 
Le festival a lieu pendant le mois de la BD durant lequel des activités, des ateliers et des expositions sont organisés dans les 45 bibliothèques de Montréal, et suit les festivals de Québec, Toronto et Vancouver.
En janvier 2017, le Conseil des arts de Montréal nomme le FDBM en tant que finaliste au 32e Grand Prix. Une nomination saluait des amateurs du 9e Art.

## Thèmes du festival
En 2018, le FBDM célèbre les métiers de la BD en mettant de l'avant les bédéistes, encreurs, scénaristes et autres acteurs de l'ombre.
En 2019, il porte sur l'international, célébrant l'engagement du FBDM d'être bilingue.

## Prix Bédélys
Depuis avril 2019, suivant la dissolution de l'organisme Promo 9e art, le FBDM récupère l'organisation des Prix Bédélys. Remis depuis plus de 20 ans, ils visent à honorer les meilleures publications de bandes dessinées publiées au Québec sur une année civile dans quatre catégories : le Bédélys Québec (meilleure publication francophone publiée au Québec), Bédélys Étranger (meilleure bande dessinée francophone étrangère), Bédélys Jeunesse (destiné aux jeunes de 7 à 12 ans) et les Bédélys Indépendant (anglophone et francophone).
Remis à des auteurs renommés tels que Michel Rabagliati, Leif Tande ou Emmanuel Guibert, les prix sont remis durant le cocktail d'ouverture du festival.